# ロケットベルト
ロケットベルトとは背中につけたロケットエンジンを備えた推進器。

## 概要
ロケッティア等、サイエンスフィクションの世界では定番のアイテムで実物が開発されるより前から概念は知られていた。実物のロケットベルトは1960年代初頭にベル・エアクラフトで開発され、1984年に開催されたロサンゼルスオリンピックの開会式や1985年に開催された国際科学技術博覧会でジャンボトロンの前で実演された。

## 構造
高濃度過酸化水素を触媒で分解して水蒸気と酸素ガスをノズルから噴射してその反動で飛行する一種のヴァルター機関である。

## ロケットベルトが登場する作品
- 007 サンダーボール作戦
- ワギャンランド3
- パイロットウイングス
- パイロットウイングス64
- パイロットウイングス リゾート
- 大乱闘スマッシュブラザーズ for Nintendo 3DS / Wii U
- 大乱闘スマッシュブラザーズ SPECIAL
- セクションZ